# 章惇
章 惇（しょう とん、景祐2年（1035年）- 崇寧4年11月25日（1106年1月2日））は、北宋の政治家。字は子厚。建州浦城県（現在の福建省南平市浦城県）の人。王安石の新法に与し、哲宗の時代には宰相となるが、徽宗の即位に反対したため失脚する。

## 経歴
仁宗の嘉祐年間に進士となる。神宗の時代、宰相の王安石に政務能力を認められ、編修三司条令官に取り立てられる。しかし在任中、王安石と意見の齟齬をきたし、湖南北察訪使・湖州知州などの地方周りをたびたびさせられた。しかし、熙寧7年（1074年）に三司の施設区域が火災で全焼した時には判軍器鑑であった章惇が真っ先に消火活動にあたったことが神宗に評価され、三司の総責任者である三司使に抜擢された。この人事は2階級飛び越した任命であり、神宗がこれを後の先例とはしないことを明言する程の異例の人選であった。これらの功績もあり熙寧10年（1077年）、参知政事となり政権中枢で本格的に活躍し始める。以後は四川などで起きた少數民族の反乱鎮圧の責任者としても活躍し、西域攻略を朝廷に提言するなど軍事強化策を実行した。そして、元豊8年（1085年）には知枢密院事となった。
しかし、同年神宗が崩御し、10歳の哲宗が即位。哲宗の祖母の宣仁太后が摂政になると、新法党の彼は次第に退けられてゆく。募役法の存続をめぐり司馬光と論争し、司馬光を論破したものの、結局旧法党の勢いには勝てなかったことと、自らの乱暴な性格が宣仁太后を中心とする朝廷全体に嫌われたことから、汝州知州に左遷させられた。
元祐9年（1094年）、宣仁太后が死去し、哲宗の親政が開始される。哲宗は父の神宗を尊敬し、「改革の路」が中断されたことを憂いており、再び新法を採用することにした。そして章惇を呼び戻し、尚書左僕射・門下侍郎に任命した。章惇は同じく新法派である曾布・蔡卞などと共に、「青苗法」「市易法」「募役法」といった神宗・王安石時代の新法を復活しさせた。さらにその一方で「旧法党」に対する報復人事と徹底した恐怖政治を行った。呂大防ら30数名を追放し、すでに許されていた蘇軾も再び流刑にする。旧法派の訴理所に対抗して看詳訴理局と言う役所を設け、元豊8年（1085年）から元祐年間の公文書を審査し、王安石の政策に反対したもの、旧法党に協力したものを逮捕、処罰するなどした。また、すでに死去していた宰相司馬光や呂公著らに対しても贈諡を剥奪するという有様であり、左遷された多くの官僚の元には自殺を勧告する使者が派遣された。更にこの処分は宮廷にもおよび、哲宗の皇后孟氏は宣仁太后が立てたという理由で廃され、宣仁太后の諡までも取り上げようとしたほどであった。このような急激な法制度の変更や恐怖政治は、当初、世間に混乱をもたらしたが、章惇の権力基盤が固まるにつれ、「紹聖の紹述」と呼ばれる安定した政治運営を行えるようになった。
しかし元符3年（1100年）、哲宗が24歳の若さで崩御。神宗の皇后向氏や官界は、端王趙佶（後の徽宗）を皇帝に擁立しようとする。章惇は端王が遊び好きで皇帝にふさわしくないと考え、哲宗の母の朱氏を味方に付けて、哲宗の同母弟である簡王趙似を擁立しようとしたが、皇太后向氏の威光と官界の総意には勝てず、端王が即位した。さらに簡王の即位が皇太后向氏に断れたものの、目が不自由な申王趙佖ですら次期皇帝候補として挙げるまで端王の即位を強烈に反対しあげく、「端王軽佻し、天下を君させること可からず」の暴言を朝廷で皇太后に言い返すことによって、実は政見が同じな徽宗の強い恨みを買い、宰相の地位を追われ雷州に追放された。ちなみに同地は、旧法派への報復人事によって蘇轍が左遷された地であった。章惇は左遷させた官僚に官舎を与えず民家に住まわせたが、その上で「民家を不法に占拠している」として告発するなどしていた。蘇轍はこうした弾圧を受けた一人であり、その際には彼に寛大であった雷州知州も免職された。これらの経緯から章惇は同地の民に反感を持たれており、流謫の身となった時には借家探しにも苦労したという。その後、蔡京が徽宗の宰相となると、章惇が宰相任期中、彼を引き立てなかったことの報復として睦州団練使に降格され、その地で没した。享年71。
政和3年（1113年）、太師を追贈されるが、高宗が即位し、章惇に遺恨のある孟皇后が復権すると剥奪され、子孫も朝廷に仕えることを禁止された。『宋史』では「姦臣伝」に名を連ねる。